# Johann Christian Fischer
Pour les articles homonymes, voir Fischer.
Ne doit pas être confondu avec Johann Christian Fischer (compositeur).
Jean-Chrétien Fischer, brigadier des armées du roi, né le 17 janvier 1713 à Stuttgart et mort le 25 juin 1762 à Cassel. Il est le fondateur de l'unité de cavalerie française des chasseurs à cheval.

## Une origine modeste
Les hommes qui servirent avec le Colonel Louis de Conflans d'Armentières, commandant le régiment d'infanterie d'Anjou, furent remarqués par le Maréchal de belle-Ile pour leur bravoure au siège de¨Prague en 1742. Ainsi en est-il de Jean-Chrétien Fischer, palefrenier du Colonel, qui créa un régiment de chasseurs, le régiment des chasseurs de Fischer en 1743. Ses origines restent obscures; il était de religion protestante, très vraisemblablement rhénan ou alsacien. Il apparaît pour la première fois dans l'armée française en 1740, au service du marquis d'Armentières, au sein du régiment d'Anjou. D'abord valet d'officier, il donna des preuves réitérées de hardiesse, pendant la campagne de Bohême, en menant paître chaque jour, dans les îles de la Moldau, à la tête des autres valets, les chevaux d'officiers. De ces valets, il forma une compagnie, dont on lui laissa le commandement.

## Le siège de Prague
Lors du siège de Prague, l’armée envoyait presque chaque nuit des partis de guerre qui sortaient pour aller aux nouvelles et écarter les partis adverses. La Chenaye des Bois les appelle les partis qui vont à la guerre. Ils sont composés de troupes tirées des différents régiments et d’officiers qui servent à tour de rôle. Ces partis agissent en francs-tireurs mais doivent posséder un agrément écrit, signé du chef des armées, pour qu’en cas de capture ils puissent se trouver « avoués partis de guerre », corsaires du Roi pour l’armée de Terre. Sinon ils courent le risque d’être traités comme des « partis bleus », c’est-à-dire jugés comme pirates ou bandits de grand chemin.

## La guerre de succession d'Autriche
Ce corps de volontaires, formé de domestiques hardis, est reconnu par une ordonnance de 1743 : c’est la Compagnie franche des chasseurs, composée de 45 chasseurs à pied et de quinze cavaliers. Fischer est fait capitaine. Cette compagnie devient le corps mixte des cavaliers, fantassins et chasseurs de Fischer, à effectif de 600 hommes (deux tiers de fantassins, un tiers de cavaliers). 

En 1744, Fischer opéra d'abord en Flandre, puis, de là, passa en Alsace; pendant, le siège de Fribourg-en-Brisgau et pendant l'hiver, il mit à contribution toute la Souabe autrichienne et les pays environnants. L'année suivante, il était à l'avant-garde de l'armée du Palatinat et pénétrait dans Francfort, où il enleva, par le plus hardi coup de main, le rédacteur de la Gazette locale, dont les écarts avaient déplu au gouvernement de Louis XV. Appelé en Flandre, à l'armée du maréchal de Saxe, Fischer se montra, tout en continuant ses exploits de partisan, un remarquable agent de renseignements. Après le siège de Berg-op-Zoom, où il s'était distingué, le roi lui accorda, le 15 septembre 1747, une commission pour tenir rang de lieutenant-colonel d'infanterie et de cavalerie.

## Lutte contre les malfaiteurs en temps de paix
Pendant la période de paix, en 1754, les chasseurs de Fischer furent utilisés, comme d'autres régiments, pour essayer de faire cesser les activités du fameux contrebandier Louis Mandrin. Fischer le surprit à Gueunand (Saône-et-Loire), mais, malgré la supériorité de ses effectifs, ne put s'en emparer. À peu près à la même époque, Fischer recruta, à la demande de la Compagnie des Indes, un corps de volontaires qui, par la suite, servira dans la guerre en Amérique.

## La guerre de Sept Ans
La guerre de Sept Ans allait porter sa réputation à son apogée. 
Avec deux cents hommes, en juillet 1758, il enleva Marbourg et, Ziegenhain, entra dans Göttingen et Einbeck levant des contributions, faisant des prisonniers, capturant du matériel de guerre et du ravitaillement. 
Le mois suivant, il attaqua le Hanovre, possession du roi d'Angleterre George III, et infligea une grave défaite aux chasseurs hanovriens, qui perdirent cent deux tués et vingt-sept prisonniers, chiffres très importants, compte tenu des effectifs restreints mis en présence. 
Après la bataille de Bergen, le 13 avril 1759, il défit l'arrière-garde prussienne, au passage de la rivière d'Horloff (de), sous Hungen, tailla en pièces un bataillon de grenadiers, deux escadrons de dragons de Finckenstein et obligea les trois autres escadrons de ce régiment à mettre bas les armes. Il leur enleva deux étendards et leur caisse militaire, ce qui lui valut sa promotion au grade de brigadier, le 21 avril 1759. 
Il sut s'en rendre digne, en défendant très longtemps Oberwinter, en maintenant ses postes sur la ligne de la Roer et en étant l'un des principaux artisans de la victoire de Clostercamp le 16 octobre 1760. Entretemps, le 2 septembre 1759, il était devenu chevalier de l'ordre du Mérite, réservé par la monarchie française à ses officiers de confession protestante. En dépit des services qu'il avait rendus, très jalousé par beaucoup, peu aimé du maréchal de Broglie, Fischer connut une demi-disgrâce, car, le 27 avril 1761, Louis XV signa une ordonnance donnant en titre le corps des chasseurs au marquis de Conflans, Fischer n'en étant plus que lieutenant-colonel. Il se confina alors dans son service de renseignements. Là encore, on lui adjoignit une « doublure » dans la personne d'un certain Goldberg, et, mal renseigné par lui, Fischer ne put prévenir à temps ses chefs d'un mouvement de l'ennemi. Très piqué dans son amour-propre, il s'alita et mourut le 1er juillet 1762, emporté en trois jours par une fièvre maligne. Le 3, du camp de Landwerhagen, le maréchal de Soubise écrivait au ministre : « Nous le regrettons beaucoup et je crois avec raison ». 
Le général Pajol conclut ainsi la très courte notice qu'il consacre à Fischer : « Sa vie devrait être écrite avec détails et répandue dans l'armée pour servir d'exemple et d'encouragement. »